# Saint-Pierre-d’Autils
Saint-Pierre-d’Autils település Franciaországban, Eure megyében. Lakosainak száma 945 fő (2018. január 1.).

## Népesség
A település népessége az elmúlt években az alábbi módon változott:
| Lakosok száma | 793  | 905  | 899  | 939  | 1036 | 1002 | 1009 | 1014 | 958  | 945  |
|               | 1968 | 1975 | 1982 | 1990 | 1999 | 2011 | 2013 | 2015 | 2017 | 2018 |